# Saint-Marcellin (Quebec)
Saint-Marcellin é uma freguesia canadense localizada na província de Quebec, na Regionalidade Municipal do Condado de Rimouski-Neigette.